# Rushyford
Rushyford – wieś w Anglii, w hrabstwie Durham. Leży 14 km na południe od miasta Durham i 362 km na północ od Londynu.